# Karolina Adamczyk
Karolina Adamczyk (n. 1975, Bydgoszcz, Polonia) este o actriță poloneză.
A câștigat Premiul Artistic Pomeranian (în poloneză Pomorska Nagroda Artystyczna) în 2000.

## Biografie
A debutat în teatru la 14 februarie 1993. A absolvit Școala Gimnazială de Voce și Actorie Danuta Baduszkowa de la Teatrul Muzical din Gdynia (1999). În anii 1999–2003, a fost actriță a Teatrului orașului Gdynia W. Gombrowicz. Din 2005, a interpretat la Teatrul Wybrzeże din Gdańsk. A apărut ca invitată la Teatrul Dramatyczny J. Szaniawskiego din Wałbrzych. În anii 2008–2015, a fost actriță a Teatrului Polonez din Bydgoszcz. În prezent (din 2015) face parte din ansamblul Teatrului Powszechny din Varșovia.

## Filmografie
- 2002-2008: Samo życie
- 2004-2008: Pierwsza miłość
- 2005: M jak miłość
- 2005-2006: Plebania
- 2005: Toți suntem Hristos (Wszyscy jesteśmy Chrystusami)[4]
- 2006: Egzamin z życia
- 2006: Fałszerze – powrót Sfory
- 2008: Rubinowe gody
- 2008: Wydział zabójstw
- 2012 - 2016: Prawo Agaty - serial TV[5]
- 2018: Nina-
- 2020: Szadź - serial TV[6]
- 2021: Nu lăsa urme (Zeby nie bylo sladów)[7]
- 2022: Femeia pe acoperiș (Kobieta na dachu) - Elka[8][9]
- 2025: Dealul câinelui - serial TV[10]